# Molí de Brama-sacs
El Molí de Brama-sacs és un molí del municipi de Montellà i Martinet (Cerdanya) que forma part de l'Inventari del Patrimoni Arquitectònic de Catalunya.

## Descripció
Originàriament, el molí de planta quadrada i murs paredats s'aprofitava del cabal del Torrent de Bastanist.
Com a conseqüència de la modificació del traçat del camí, aquest separa actualment la part de l'habitatge original, de la part on hi havia les moles.
Es conserva una bassa per sobre de l'habitatge, que havia fet les funcions de provisió d'aigua per a les rodes del molí. Actualment està molt restaurada i no s'hi observa cap element original. Sí que es continua veient la séquia que conduïa l'aigua des del torrent fins al molí. Tant la captació com la conducció de la séquia han patit diverses modificacions i reconstruccions recents, coincidint amb la rehabilitació de l'edifici.

## Història
Segons una placa informativa a la mateixa casa, fou construïda l'any 1700 aproximadament. Fou utilitzada fins a l'any 1931, i abandonada posteriorment, fins a arribar a l'estat de ruïna que descriu l'actualització de 1991. L'any 1995 l'edifici fou totalment reconstruït, i actualment s'utilitza com a allotjament rural i restaurant.